# البنك (فلم 1915)
البنك (بالإنجليزية: The Bank)، يعرف أيضا بأسم (تشارلي في البنك)، وهو فيلم كوميدي أمريكي صامت من عام 1915 تأليف وإخراج وبطولة تشارلي تشابلن، تم إنتاجه في استوديوهات إساناي.

## طاقم التمثيل
- تشارلي تشابلن - البواب
- إدنا بيرفيانس - سكرتيرة
- كارل ستوكديل - كاشير
- تشارلز إنزلي - كاشير
- ليو وايت - محاسب
- بيلي أرمسترونغ - بواب آخر
- فريد غودوينس - أمين الصندوق/سارق البنك
- جون راند - سارق البنك
- لويد بيكون - سارق البنك
- فرانك جيه كولمان - سارق البنك
- بادي ماغواير - كاشير
- ويزلي راجلز - عميل بنك
- كاري كلارك وورد - عميل بنك
- لورانس إيه باوس - بائع سندات

## وصلات خارجية
- مقالات تستعمل روابط فنية بلا صلة مع ويكي بيانات